# Radio Silesia
Radio Silesia – prywatna lokalna rozgłośnia informacyjno-muzyczna nadająca z Zabrza. Istnieje od 2014 roku.
Stacja rozpoczęła nadawanie po północy 1 lipca 2014 roku. Nadaje na częstotliwości 96,2 FM w miejscu Radia Plus Śląsk. Nadajnik umieszczony jest na kominie Elektrociepłowni Zabrze. Studio radiowe znajduje się w siedzibie Wyższej Szkoły Technicznej w Zabrzu.
Większościowym udziałowcem jest Arkadiusz Hołda, a mniejszościowym – diecezja gliwicka. Programy o charakterze społeczno-religijnym organizowane przez diecezję zajmują 12% czasu antenowego – podobnie jak było w przypadku Radia Plus. W ramówce dominuje muzyka z lat 90 i śląskie szlagiery, 2000-2009 i współczesnych. Grupę docelową stanowią radiosłuchacze w wieku 30-50 lat. Na początku swojej działalności w radiu istniała redakcja informacyjna, jednak obecnie ze stacją nie współpracują reporterzy, a ramówka opiera się na różnorodnych audycjach. 
Radio Silesia współpracuje z Telewizją TVS.